# Руй Фалейру
Руй Фалейру (порт. Rui Faleiro [ˈʁuj fɐˈlɐjɾu]; кінець XV ст, Ковілян, Португалія — 1523, Севілья, Іспанія), також відомий як Руї де Фалейра, — португальський космограф, астролог і астроном, який був головним науковим натхненником і організатором навколосвітнього плавання Фернана Магеллана .

## Рання кар'єра
Фалейру народився в Ковіляні, Португалія наприкінці XV століття. В молодості він разом з Магелланом служив пажем королеви Леонори, дружини короля Жуана II. Коли після смерті Жуана II у 1495 році його замінив Мануел I, Фалейру перейшов на службу до нового короля. У 1516 році Фалейру подав заявку на посаду королівського астронома, але Мануел її не підтримав.
Магеллан та Фалейру неодноразово пропонували королеві Мануелу здійснити експедицію на Острови Прянощів, але щоразу отримували відмову. Розчаровані, обидва у складі великої групи незадоволених португальських мореплавців, картографів та астрономів вирішили запропонувати свої послуги іспанській короні. У 1516 році Руй Фалейру та декілька інших португальських мореплавців та картографів, що конфліктували з португальським королем Мануелем I, зібрались у Севільї, щоб запропонувати свої послуги нещодавно коронованому іспанському королю Карлу І Габсбургу. Серед них були дослідники та картографи Діогу Рібейру, Діогу та Дуарте Барбоза, Фернанду Магеллан, Жуан Серран та Жоржі Рейнель, космографи Франсішку та Руй Фалейру та фламандський купець Крістофер де Гаро.
У жовтні 1517 року Магеллан переїхав до іспанської Севільї, а Фалейру приєднався до нього в грудні. Брат Фалейру, Франсішку Фалейру, також досвідчений космограф, перебрався до Іспанії разом із Руєм та служив «гідрографом і морським радником» у севільській Каса-де-Контратасьйон.

## Експедиція Магеллана
Отримавши відмову від португальського короля, Фалейру та Магеллан представили свою пропозицію в Каса-де-Контратасьйон, яка керувала від імені корони усіма іспанськими заморськими експедиціями.
Фалейру був упевнений, що на південь від «Землі Веракрус» (сучасної Бразилії), десь в районі 40° градусів південної широти, мав бути прохід, який вів з Атлантики до «Південного моря». Омріяні Острови Прянощів, за розрахунками Фалейру, розташовувались на іспанській стороні від лінії Тордесільяса.
22 березня 1518 року іспанський король Карл I схвалив експедицію. Магеллан і Фалейру були призначені її співкерівниками.
Уривчасті джерела припускають, що Фалейру, можливо, мав дедалі більшу психічну нестабільність під час підготовки до експедиції. Себаштіан Алваріш, португальський шпигун, який доповідав королю Мануелю, писав, що Фалейру був «як людина, що втратила розум». Знайомий Фалейру писав, що він «дуже мало спить і бродить майже без розуму».
26 липня 1519 року король Карл, можливо, у відповідь на стан Фалейру, видав королівський сертифікат про те, що Фалейру не піде в плавання з Магелланом, а замість цього залишиться в Севільї, щоб підготуватися до наступної експедиції. Пізніша експедиція ніколи не відбулася і, можливо, була вигадкою, спрямованою на збереження гідності Фалейру. Інші джерела стверджують, що Фалейру вирішив залишитися після того, як склав власний гороскоп, який вказував, що подорож буде для нього фатальною.
Експедиція вирушила з Севільї 10 серпня 1519 року без Фалейру. Фалейру оснастив флотилію найсучаснішіми навігаційними інструментами, включаючи компаси, астролябії, піскові годинники та карти. З 24 карт, взятих під час подорожі, шість були створені особисто Фалейру. Решта були створені космографом Нуньо Гарсіа (сім під керівництвом Фалейру та одинадцять під керівництвом Магеллана). На посаді астронома та астролога експедиції Фалейру замінив іспанський космограф Андрес де Сан-Мартін.

## Подальше життя
Після того, як флот Магеллана відплив, Фалейру повернувся до Португалії, де був ув'язнений. Під час ув'язнення він пережив психічний зрив, але зрештою був звільнений. Він таємно повернувся до Севільї. Каса-де-Контратасьйон присудила йому та його братові вихідну виплату, «оскільки вони приїхали виснаженими та без грошей». Решту років він прожив у безвісті.